# Heartbeat (canción de The Fray)
«Heartbeat» es el primer sencillo de The Fray del tercer álbum Scars & Stories. La banda estrenó la canción mientras que la apertura de U2 en su U2 360° Tour en mayo de 2011. La canción fue lanzada para airplay el 8 de octubre de 2011, y fue lanzado para su descarga en los Estados Unidos en iTunes el 11 de octubre de 2011.

## Video musical
Joe King anunció por primera vez que la fotografía principal para el video se llevaba a cabo el 14 de octubre de 2011 a través de Twitter, y desde entonces ha concluido. En "beach themed" video musical fue filmado en Sycamore Cove State Beach en Ventura County, California y fue dirigido por Justin Francis. El video fue hecho disponible en iTunes el 15 de noviembre de 2011 y fue lanzado a través de Vevo el 17 de noviembre. La canción también se escucha en el tráiler de "Salmon fishing in the Yemen".

## Posicionamiento en listas
| Listas (2011–12)                  | Mejor posición |
| --------------------------------- | -------------- |
| Australian ARIA Singles Chart     | 66             |
| Canadá (Canadian Hot 100)         | 63             |
| US Billboard Hot 100              | 42             |
| US Pop Songs (Billboard)          | 22             |
| US Adult Pop Songs (Billboard)    | 10             |
| US Rock Songs (Billboard)         | 37             |
| US Adult Contemporary (Billboard) | 22             |
| US Christian Songs (Billboard)    | 40             |